# Vitālijs Samoļins

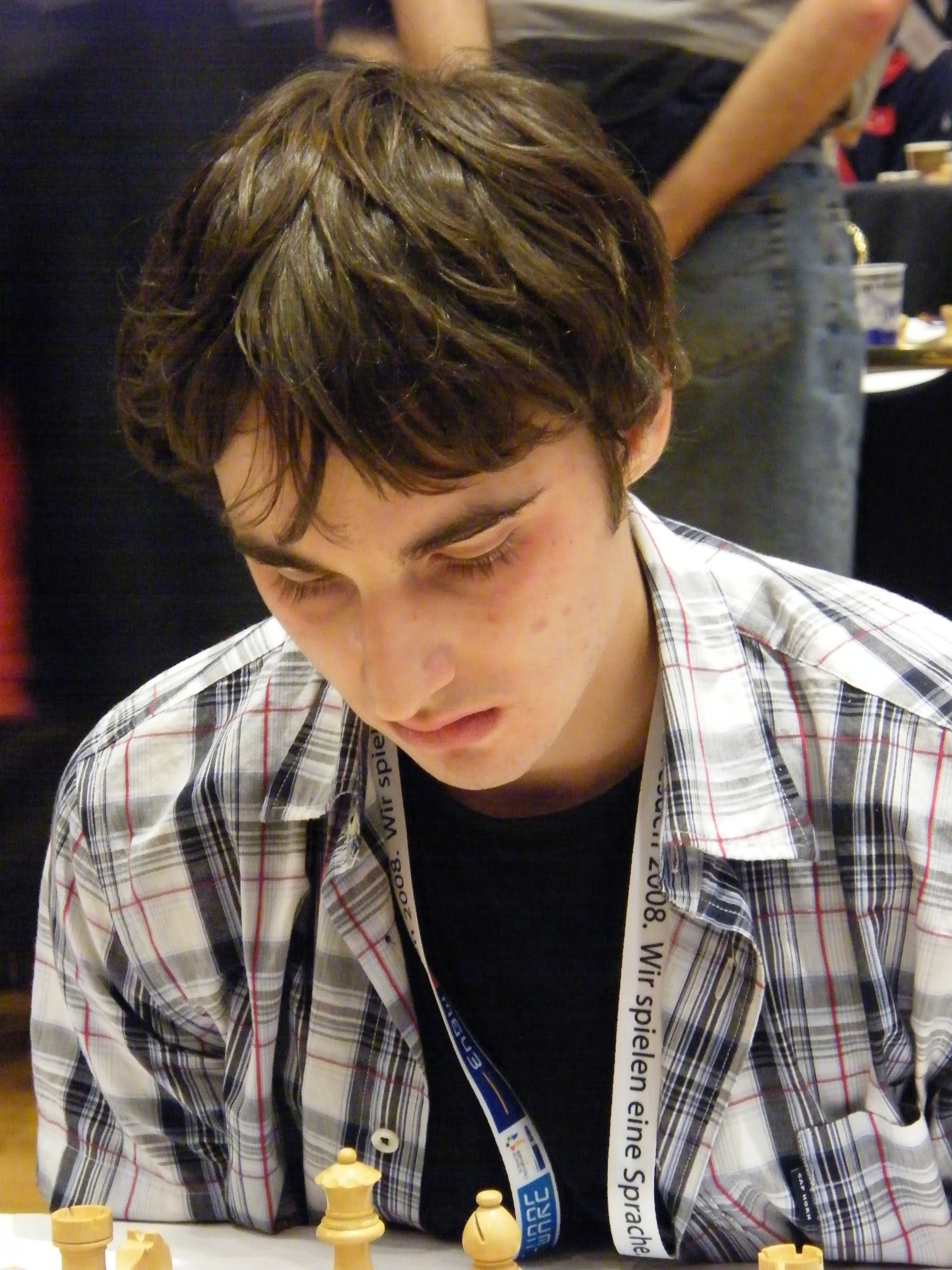
Samolins in 2008

Vitālijs Samoļins (Jelgava, 7 maart 1990)  is een Letse schaker met een FIDE-rating van 2292 in 2006 en rating 2402 in 2016. Sinds 2009 is hij Internationaal Meester (IM). 
 

In 2005 speelde hij mee in het toernooi om het kampioenschap van Letland en eindigde met 6.5 uit 12 op de zesde plaats. 
In 2009 en 2012 won hij het schaakkampioenschap van Letland.
Vitālijs Samoļins speelde voor Letland  in Schaakolympiades:
- in 2006, 2e reservebord in de 37e Schaakolympiade in Turijn (+3 −3 =0)
- in 2008, reserve bord in de 38e Schaakolympiade in Dresden (+3 −0 =4)
- in 2012, bord 4 in de 40e Schaakolympiade in Istanboel (+2 −4 =1)

## Externe koppelingen
- (en)   Informatie over schaakpartijen van Vitālijs Samoļins op ChessGames.com
- (en)   Informatie over schaakpartijen van Vitālijs Samoļins op 365chess.com
- (en)  FIDE-ratinggegevens voor Vitālijs Samoļins